# Sender Kreuzwertheim
Der Sender Kreuzwertheim  ist ein Füllsender für Hörfunk. Er befindet sich in Kreuzwertheim auf dem Rainberg. Als Antennenträger kommt ein freistehender Stahlbetonmast zum Einsatz. Neben dem bayerischen Kreuzwertheim wird dieser Sender auch zur Versorgung des baden-württembergischen Wertheim andererseits des Mains verwendet. Seit dem Ende der Ausstrahlung des analogen Fernsehens dient der Sender auch als Signalmast von O2 und ePlus.

## Frequenzen und Programme

### Analoger Hörfunk (UKW)
| Frequenz (MHz) | Programm                    | RDS PS   | RDS PI                | Regionalisierung  | ERP (kW) | Antennendiagramm rund (ND)/gerichtet (D) | Polarisation horizontal (H)/vertikal (V) |
| -------------- | --------------------------- | -------- | --------------------- | ----------------- | -------- | ---------------------------------------- | ---------------------------------------- |
| 89,5           | Antenne 1                   | ANTENNE1 | D40A (regional), D30A | Heilbronn         | 0,1      | ND                                       | H                                        |
| 104,7          | Radio Ton Heilbronn/Franken | RADIOTON | DC0D (regional), D70D | Main-Tauber-Kreis | 0,1      | ND                                       | H                                        |

### Analoges Fernsehen (PAL)
Vor der Umstellung auf DVB-T diente der Sendestandort weiterhin für analoges Fernsehen.
| Kanal | Frequenz (MHz) | Programm                        | ERP (kW) | Sendediagramm rund (ND)/ gerichtet (D) | Polarisation horizontal (H)/ vertikal (V) |
| ----- | -------------- | ------------------------------- | -------- | -------------------------------------- | ----------------------------------------- |
| 24    | 495,25         | ZDF                             | 0,16     | D                                      | H                                         |
| 31    | 551,25         | Bayerisches Fernsehen (Nord)    | 0,06     | ND                                     | H                                         |
| 41    | 631,25         | Das Erste (BR)                  | 0,06     | D                                      | H                                         |
| 43    | 647,25         | SWR Fernsehen Baden-Württemberg | 0,06     | ND                                     | H                                         |